# Keigo Higashino
Keigo Higashino (東野 圭吾?, Higashino Keigo; Osaka, 4 febbraio 1958) è uno scrittore giapponese.
È noto soprattutto per i suoi romanzi gialli e i libri di stampo thriller-poliziesco.

## Biografia
Nato ad Osaka, ha iniziato a scrivere mentre lavorava come ingegnere alla Denso ed il suo primo romanzo del mistero è del 1985; successivamente, iniziata la sua carriera di scrittore si è trasferito a Tokyo.
Nel 1999 ha vinto il Mystery Writers of Japan Award per il romanzo Himitsu ("Segreto"), tradotto in italiano col titolo La seconda vita di Naoko, da cui è stata tratta subito una pellicola cinematografica e, successivamente, un dorama nel 2010 con Mirai Shida nel ruolo della protagonista.
Nel 2006 ha vinto il Premio Naoki per il romanzo Yōgisha X no Kenshin (Il Sospettato X - tradotto in italiano dall'inglese e non dall'originale giapponese), venduto in oltre due milioni di copie e tradotto in 14 paesi.
Nel 2023 la sua attività di autore di romanzi polizieschi gli ha fatto vincere il Kikuchi Kan Prize. Higashino è anche autore di saggi e libri di storia per bambini.

## Romanzi della serie "Galileo"
- Yōgisha X no Kenshin (容疑者Xの献身?), 2005 (Il Sospettato X, Giunti Editore, tradotto dall'inglese di Silvia Rota Sperti 2012)
- Seijo no Kyūsai (聖女の救済?), 2008 (L'impeccabile, Giunti Editore, 2013 traduzione dall`inglese di Silvia Rota Sperti)
- Manatsu no Hōteishiki (真夏の方程式?), 2011
- Kindan no Majutsu (禁断の魔術?), 2015

### Raccolte di racconti
- Tantei Galileo (探偵ガリレオ?), 1998
- Yochimu (予知夢?), 2000
- Galileo no Kunō (ガリレオの苦悩?), 2008
- Kyozō no Dōkeshi (虚像の道化師?), 2012

## Altri romanzi
- Hōkago (放課後?), 1985
- Hakuba Sansō Satsujin Jiken (白馬山荘殺人事件?), 1986 (Filastrocca per l'assassino, Il Giallo Mondadori, 2000, traduzione dal giapponese di Lydia Origlia)
- Naniwa shōnen tanteidan (浪花少年探偵団?), 1988
- Nemuri no mori (眠りの森?), 1989
- Henshin (変身?), 1991
- Parallel world love story (パラレルワールド・ラブストーリー?), 1994
- Himitsu (秘密?), 1998 (La seconda vita di Naoko, Dalai Editore, 2006, traduzione dal giapponese di Paola Scrolavezza)
- Byakuyakō (白夜行?), 1999 (Sotto il sole di mezzanotte, Giunti Editore, 2018, traduzione dal giapponese di Anna Specchio)
- Reikusaido (レイクサイド?), 2002 (Il segreto del lago, Dalai Editore, 2007, traduzione dal giapponese di Paola Scrolavezza)
- Tegami (手紙?), 2003 (La colpa, Atmosphere libri, 2016, traduzione dal giapponese e postfazione di Anna Specchio)
- Samayou Yaiba (さまよう刃?), 2004
- Gen'ya (幻夜?), 2007
- Ryūsei no kizuna (流星の絆?), 2008
- Kakkoh no Tamago ha Dare no Mono (カッコウの卵は誰のもの?), 2010
- Platina Data (プラチナデータ?), 2010
- Namiya Zakkaten no Kiseki (ナミヤ 雑 貨奇蹟奇蹟?), 2012 (L'emporio dei piccoli miracoli, Sperling $ Kupfer, 2018, traduzione dal giapponese di Stefano Romagnoli)
- Hakuchō to kōmori (白鳥とコウモリ?), 2021 (Delitto a Tokyo, Piemme, 2023, traduzione da giapponese di Stefano Lo Cigno)

## Trasposizioni audiovisive
Da molte delle sue opere poi sono state tratte serie televisive in formato dorama e film:
- Himitsu (film) (1999)
- Lakeside Murdercase (Film, 2004, titolo originale: Lakeside, 2002)
- G@me (Film, 2003, titolo originale: Game no na wa yūkai, 2002)
- Tokio chichi e no dengon (dorama del 2004, titolo originale: Tokio 2002)
- Byakuyakō (2006)[2]
- Tegami (film, 2006)
- Galileo (dorama 2007 + film special del 2008, titolo originale: Tantei Galileo 1998 and Yochimu 2000)
- Si J'etais Toi, in inglese "The Secret" (2007 film francese basato su Himitsu)
- Ryūsei no kizuna (2008)
- Yōgisha X no Kenshin (Film, 2008) (Suspect X)
- Samayou Yaiba (Film, 2009)
- Meitantei no okite (dorama, 2009)
- Shinzanmono (dorama, 2010)
- Himitsu (dorama, 2010)
- Byakuyakō (film) (2010)
- Kirin no Tsubasa (Film, 2012)
- Purachina Dēta (Film, 2013)[3]
- Manatsu no Houteishiki (Film, 2013)
- Namiya Zakkaten no Kiseki (Film, 2017), trasposizione cinematografica dell'omonimo romanzo L'emporio dei piccoli miracoli[4]
- Masquerade Hotel (マスカレード・ホテル?), regia di Masayuki Suzuki (2019)